# 頭帆直升機
頭帆直升機（波斯語：‎）是一款伊朗根據AH-1J武裝直升機仿製的攻擊直升機。
該飛機採用了新的激光系統、火箭發射數字控制系統、多功能顯示器和中央智能武器管理系統。

## 型號
- Toufan I：2010年5月亮相
- Toufahn II：改進版的"Toufan I"，2013年1月亮相[3]

## 外部連結
（页面存档备份，存于）
 Video of IAIO Toufan （页面存档备份，存于）